# Elise Saxing
Elise (Elize) Johanna Saxing, född Nicolaisen 8 november 1912, död 28 november 1994, var en svensk äktnaiv målare.

## Biografi
Elise Saxing växte upp som fosterdotter i Harstad i Nordnorge. Hon kom till Sverige i början av 1930-talet. Hon var som konstnär helt autodidakt och började måla på heltid först i början av 1960-talet. Hennes konst är äktnaiv, oftast med motiv från hennes uppväxt i Harstad. Man kan se många av hennes målningar på biblioteket och sjukhuset i Harstad.
Hon är gravsatt på Spånga kyrkogård i Stockholm.

## Utställningar
- Stockholm. Åhlen och Åkerlunds konstförening 1974
- Paris. Salon Mondial de la Peinture Naïve 1975
- Stockholm. Galleri S:t Paul våren 1975
- Stockholm. Galleri S:t Paul hösten 1975
- Jönköping. Jönköpings läns museum 1976
- Oslo. Höviksudden 1976
- Stockholm. Åhlen och Åkerlunds konstförening 1976
- Stockholm. Minnesutställning Galleri Hellman 1977
- Karlstad. Karlstad 1977
- Zagreb. Naiv konst 1977
- Stockholm. Solna kulturnämnd 1977
- Stockholm. Galleri Hellman 1977
- Stockholm. Åhlen och Åkerlunds konstförening 1977
- Stockholm. Galleri Heland 1977
- Norge. Utställning Bergen-Haugesund 1977
- Norge. Festspelen i Harstad, separatutställning 1978
- Visby. Galleri Belin 1978
- Karlstad. Galleri Era 1979
- Norge. Harstads bibiliotek 1983